# Dim (1958.)
Dim je hrvatska televizijska drama iz 1958. godine, u režiji Marija Fanellija. Temelji se na adaptaciji istoimene novele američkog pisca Willliama Faulknera, a scenarij je prema Faulknerovu djelu napisao Gore Vidal. Riječ je o jednoj od najambicioznijih produkcija zagrebačke televizije iz tog perioda, u kojoj se isticala eksperimentalna uporaba televizijskih kamera i montaže.
Premijerno je prikazana 14. prosinca 1958. godine na Televiziji Zagreb.

## Glumačka postava
- Vanja Drach
- Ljubomir Kapor
- Fabijan Šovagović
- Andro Lušičić
- Boris Festini

## Produkcija i stil
U svojoj analizi emitiranja Faulknerove drame, autori Ivo Ruggeri i Mario Fanelli u knjizi TV-kamere u eter ističu kako je posebna pažnja dana montaži, zbog čega je drama imala izrazito složenu strukturu kadrova. Zbog velikog broja rezova i brzog ritma scena, kamere su bile „zarobljene“ u pojedinim kadrovima, što je rezultiralo zadržavanjem na detaljima čak i kada to više nije bilo dramaturški opravdano.
Drama Dim korištena je kao primjer u analizi zloupotrebe televizijskih kamera u ranim TV produkcijama. S ukupno 75 kadrova u 35 minuta, zajedno s dramom Škrinjica koja svira (71 kadar u 40 minuta), Dim se ističe kao jedna od najintenzivnije režiranih emisija toga razdoblja.

## Televizijska tehnika i recepcija
Kritičari su ukazali na tehničke nedostatke, osobito u prekomjernom broju kamera i forsiranju njihovih izražajnih mogućnosti, što je nerijetko dovodilo do pada ritma emisije. Ipak, drami je priznato da je unatoč slabostima pokazala ambiciju istraživanja granica televizijskog jezika u vremenu kada se taj jezik tek stvarao.
Ruggeri i Fanelli zaključuju da »televizijske su kamere u ovoj emisiji bile aktivnije nego u prve tri zajedno«, a uporaba rezova i planova često je nadilazila funkcionalnost, pokazujući kako forsirana tehnika može štetiti izražajnim mogućnostima.

## Vanjske poveznice
- Dim u internetskoj bazi filmova IMDb-a